# Invincible (telefilme)
Invincible é um filme de fantasia e artes marciais estrelado por Billy Zane e dirigido por Jefrey Levy.

## Elenco
| Ator            | Personagem          |
| --------------- | ------------------- |
| Billy Zane      | Os                  |
| Byron Mann      | Michael Fu (água)   |
| Stacy Oversier  | Serena Blue (ar)    |
| Tory Kittles    | Ray Jackson (fogo)  |
| Dominic Purcell | Keith Grady (metal) |
| David Field     | Slate               |